# Ljudmila Češka
Ljudmila Češka (Pšov, oko 860. – Tetín, 15. rujna 921.), češka kneginja i svetica. 

## Životopis
Rodila se kao kći slavenskog poganskog kneza Slavibora. Zajedno se s mužem oko 871. godine pokrštava, ali napori da novu vjeru proširi među podanicima ispočetka nisu imali uspjeha, pa su neko vrijeme bili u progonstvu. Nakon nekoliko godina su se Borivoj i Ljudmila vratili u Češku i počeli vladati iz Tetína. Borivoju je rodila sina Spitignjeva koji je vladao poslije njegove smrti. Poslije Spitignjevove smrti na vlast dolazi njegov brat Vratislav. Kada je 921. i Vratislav umro, Ljudmila je postala regent njegovom sinu Vjenceslavu. Utjecaj Ljudmile na Vjenceslava je izazvao ljubomoru Vjenceslavove majke Drahomíre, koja je unajmila dvojicu plemića, Tunnu i Gommonna, da Ljudmilu ubiju. To se dogodilo u dvorcu Tetin gdje su ubojice, po predaji, Ljudmilu zadavile njenim velom. Vjenceslav je zbog tog zločina dao svoju majku prognati.
Ljudmila se danas slavi kao svetica i mučenica u Rimokatoličkoj i pravoslavnoj Crkvi. Njezini su zemni ostaci preneseni i sahranjeni u crkvi sv. Jurja u Pragu. Spomendan joj se obilježava 16. rujna.